# Phacellus cuvieri
Phacellus cuvieri är en skalbaggsart som beskrevs av Jean Baptiste Lucien Buquet 1851. Phacellus cuvieri ingår i släktet Phacellus och familjen långhorningar. Inga underarter finns listade i Catalogue of Life.